# Мадалони Супериоре (Казерта)
Мадалони Супериоре је насеље у Италији у округу Казерта, региону Кампанија.
Према процени из 2011. у насељу је живело 36 становника. Насеље се налази на надморској висини од 151 м.